# Anatolij Trubin
Anatolij Wołodymyrowycz Trubin (ur. 1 sierpnia 2001 w Doniecku) – ukraiński piłkarz występujący na pozycji bramkarza w portugalskim klubie Benfica oraz w reprezentacji Ukrainy. Wychowanek Szachtaru Donieck. Uczestnik Mistrzostw Europy 2024. 
Wychowanek Szachtaru Donieck. Został powołany na Mistrzostwa Europy 2020, jednak nie wystąpił w żadnym spotkaniu.

## Sukcesy i odznaczenia

### Sukcesy klubowe

#### Szachtar Donieck
- mistrz Ukrainy: 2022/23

### Sukcesy reprezentacyjne

#### Ukraina U-21
- brązowy medalista Mistrzostw Europy U-21: 2023